# Напеи
Напеи са нимфи от гръцката митология. Женски духове, на които великите богове възлагат охраната на плодородните зелени долини, призовани по места пред малки селски олтари.